# CALLING (コブクロのアルバム)
『CALLING』（コーリング）は、コブクロが2009年8月5日にリリースした通算7枚目のオリジナルアルバム。

## 概要
前作『5296』から、約1年9か月ぶりのアルバム。4,8,11,12,13の曲は、Album Mixとなっている。初回限定盤には、特殊3DジャケットとDVDが付属する。
収録シングルのB面では、『虹』の「ルルル」と先行シングルの『STAY』の「君といたいのに」の2曲が収録から漏れた。
『NAMELESS WORLD』から4作連続のオリコン首位を獲得し、複数週1位となったのは3作連続となった（前々作・前作は共に4週連続の1位）。2009年の年間アルバムチャートでは10位にランクインし、4年連続でオリコン年間アルバムチャートTOP10入りとなった。
歌詞カードが独特で、字体やレイアウトなどがそれぞれの曲のイメージに沿ったものになっている。

## 収録曲
| #         | タイトル               | 作詞・作曲 | 編曲      | 時間  |
| --------- | ---------------------- | ---------- | --------- | ----- |
| 1.        | 「サヨナラ HERO」      | 小渕健太郎 | コブクロ  | 4:23  |
| 2.        | 「恋心」               | 小渕健太郎 | コブクロ  | 5:43  |
| 3.        | 「To calling of love」 | 黒田俊介   | コブクロ  | 6:21  |
| 4.        | 「虹」                 | 小渕健太郎 | コブクロ  | 5:05  |
| 5.        | 「STAY」               | 小渕健太郎 | コブクロ  | 5:36  |
| 6.        | 「天使達の歌」         | 小渕健太郎 | コブクロ  | 5:36  |
| 7.        | 「FREEDAM TRAIN」      | 小渕健太郎 | コブクロ  | 5:42  |
| 8.        | 「Summer rain」        | 小渕健太郎 | コブクロ  | 5:14  |
| 9.        | 「Sunday kitchen」     | 小渕健太郎 | コブクロ  | 5:01  |
| 10.       | 「神風」               | 小渕健太郎 | コブクロ  | 4:42  |
| 11.       | 「ベテルギウス」       | 小渕健太郎 | コブクロ  | 6:10  |
| 12.       | 「時の足音」           | 小渕健太郎 | コブクロ  | 5:29  |
| 13.       | 「赤い糸」             | 小渕健太郎 | コブクロ  | 6:55  |
| 合計時間: | 合計時間:              | 合計時間:  | 合計時間: | 71:57 |

## 楽曲解説
1. サヨナラ HERO
小渕が、亡き忌野清志郎に捧げた曲。
「あるし」という歌詞を「RC」と表記したり、「今はのんびり」と「忌野」をかけているなどの言葉遊びが見られる。
2. 恋心
3. To calling of love （作詞・作曲：黒田俊介）
2008年のツアー｢5296｣で初披露された。黒田が手掛けた曲にしては珍しく、恋愛をテーマにしている。
4. 虹
17thシングル
JALCMソング。
シングル・バージョンに比べ、サビの前と途中にあるバック・コーラスの音量が若干大きくなっている。
5. STAY
18thシングル
TBS系日曜劇場「官僚たちの夏」主題歌
6. 天使達の歌
2008年のツアー「5296」で初披露された。
アルバム発売の3ヶ月後の同年11月から「2009 東京タワーCMイメージソング」（関東ローカル）として使われることとなった。
7. FREEDOM TRAIN
18thシングルc/w
2008年のツアー｢5296｣で初披露された。
8. Summer rain
17thシングルc/w
テレビ東京系アニメ「クロスゲーム」オープニングテーマ
9. Sunday kitchen
小渕のソロ曲。料理を題材にした曲で、曲中では料理をしているSEが入っている。
10. 神風
インディーズ時代の曲で、現在でもライブでよく歌われる楽曲である。
11. ベテルギウス （作詞・作曲：小渕健太郎）
16thシングルc/w
日産・キューブCMソング。
歌詞カードの歌詞の文中の色が違う箇所を線で結ぶとオリオン座になる。
12. 時の足音
16thシングル
日本テレビ系火曜ドラマ「オー!マイ・ガール!!」主題歌
13. 赤い糸
16thシングルc/w
日本生命CMソング

## 演奏
- 小渕健太郎
  - Vocal
  - Acoustic Guitar (#2.4.5.6.7.9.12.13)
  - Electric Guitar (#1.2.4.10.11)
  - Gut Guitar (#8)
  - Blues Harp (#3)
  - Strings Arrangement (#4.12.13)
  - Cooking (#9)
  - Chinese Gong (#11)
  - Timpani (#12)
- 黒田俊介：Vocal
- 岩瀬聡志：Programming
- 桜井正宏：Drums (#1.2.4-13)
- 山田裕之：Bass (#1.2.4-13)
- 松浦基悦
  - Hammond B-3 (#1)
  - Piano (#2.3.5.6.10.13)
  - Rhodes (#9)
  - Synthesizers (#11)
- 福原将宣
  - Electric Guitar (#1.2.4.5.6.7.9.10.11.12)
  - Electric Sitar (#6.10.11)
  - Gut Guitar (#8)
- 坂井“Lambsy”秀彰：Percussion (#1.2.4.7-11)
- 塩谷哲
  - Piano (#4)
  - Rhodes (#7)
- 川瀬正人：Percussion (#6.10)
- 斎藤有太：Rhodes (#8)
- 田村玄一：Steel Pan (#9)
- 小倉博和：Gut Guitar (#13)
- 藤井理央：Strings Arrangement (#4.12.13)
- 弦一徹：Violin, Strings Arrangement (#2.5.8)
- 森琢哉, 梶谷裕子：Violin (#2.5.8)
- 海和伸子：Violin (#2.5)
- 田尻順：Violin (#6)
- 門脇大輔
  - Violin (#6.8)
  - Viola (#8)
- 金子芳子
  - Viola (#2.5)
  - Violin (#2.5.8)
- 永田真希：Viola, Violin (#2.5)
- 森田香織, 岩永知樹：Cello (#2.5)
- 漆原直美、藤縄陽子、大和加奈：Violin (#4.12.13)
- 牛山玲名：Violin (#4.12)
- 氏川恵美子：Violin (#4.13)
- 友清麻樹子、丹羽洋輔、真部裕、村越麻希子、吉田翔平：Violin (#4)
- 渡邉智生：Viola (#4.12.13)
- 西村知佳子、山本法子、吉田篤貴：Viola (#4)
- 伊藤ハルトシ：Cello (#4)
- 原口梓、遠藤益民、友納真緒：Cello (#4.12.13)
- 山本拓夫：Flute (#9)
- 石橋尚子、長岡聡季、吉成とも子：Violin (#12.13)
- 坂田知香、藤崎美乃、藤田弥生：Violin (#12)
- 冨田大輔：Viola (#12.13)
- 鈴木まり奈、松本有理：Viola (#12)
- 関口将史：Cello (#12)
- 池田晴佳、柏原菜穂、柏原美緒、野尻香奈：Chorus (Soprano) (#12)
- 大塚麻莉奈、落合智子、廣島三葵、安本ゆか：Chorus (Alto) (#12)
- 宇野弘和、桑原真一郎、鈴木晶統、藤井達也：Chorus (Tenor) (#12)
- 上江隼人、作井英陽、増原英也、徳江和典：Chorus (Bass) (#12)
- 志摩かなえ、多ヶ谷樹、西本幸弘：Violin (#13)
- 菊地幹代、吉田篤：Viola (#13)
- 土田寿彦：Cello (#13)